# Marcus Anton von Plenciz
Marcus Anton Plenciz, ab 1770 Edler von Plenciz (auch Marko Anton Plenčič oder Marcus Anton Plenciz; * 28. April 1705 in Salcan (heute Stadtgemeinde Nova Gorica); † 25. November 1786 in Wien) war ein österreichischer Arzt und Hochschullehrer.

## Leben
Plenciz absolvierte das Gymnasium von Görz und besuchte dort die Humanitätsklassen. Anschließend ging er an die Universität Wien, an der er Philosophie und Medizin studierte. Von dort wechselte er an die Universität Padua, an der er unter anderem unter Giovanni Battista Morgagni studierte. In Padua wurde er zum Doktor der Medizin promoviert. Sein Paduaer Studium wurde ihm allerdings in Wien nicht anerkannt, sodass er sich in Wien erneut Prüfungen unterziehen musste. 1735 konnte er schließlich als Arzt in Wien tätig werden, nach dem Ablegen aller Prüfungen wurde er auch an der Medizinischen Fakultät der Wiener Universität aufgenommen. Im Zuge der Reformen des Gerard van Swieten hörte er erneut Vorlesungen.
Plenciz war ein Vertreter der Älteren Wiener Medizinischen Schule und übernahm 1762 eine Professur an der Wiener Hochschule. Für seine wissenschaftlichen Verdienste wurde er von der Kaiserin Maria Theresia in den erblichen Adelsstand erhoben. Plenciz, der Arzt an der Savoyenschen Ritterakademie war, konnte bei Maria Theresia Anna, der Herzogin von Savoyen, die Stiftung von 14 Stellen für Alumnen im Priesterseminar in Görz erwirken. Deshalb verliehen ihm die Stände der Gefürsteten Grafschaft Görz und Gradisca für sich und seine Nachkommen die Herr- und Landmannschaft in beiden Grafschaften. Er praktizierte bis zu seinem Tod als Arzt.
Der Mediziner Joseph von Plenciz war sein Sohn.

## Werke (Auswahl)
- Opera medico-physica in IV tractatus digesta, Trattner, Wien 1762.
  - daraus: Abhandlung oder Neuer Vorschlag, das Korn, Waitzen, und andre dergleichen Waaren durch sehr viele Jahre gut, frisch und unbeschädigt zu erhalten, Trattner, Wien 1764.
  - daraus: Abhandlung vom Scharlachfieber, Prost, Kopenhagen 1779 (übersetzt von Johann Paul Gottfried Pflug)
- Vindobonensis Dissertationes Physico-Oeconomicae, Seu Nova Idea Putredinis, Rubiginis, Atque Methodi, Qua Frumenta, Aliaque Esualia A Putredine Præservari Possint, Trattner, Wien 1767.
- Vindobonensis Tractatus De Scarlatina, Trattner, Wien 1780.